# Колона

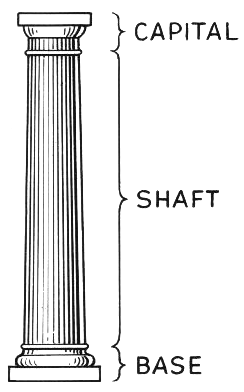
Елементи колони

Коло́на (фр. colonne, лат. columna — «стовп») — архітектурно оброблена вертикальна опора, як правило, кругла в перерізі. Елемент тримальної конструкції споруд та архітектурних ордерів.

## Основні елементи
- фуст, або стовбур;
- капітель;
- база[3].

У класичних архітектурних ордерах головна частина колони — фуст — тоншає догори, іноді при цьому роблено криволінійні обриси або ентазис («припухлість»), та оброблювано вертикальними канелюрами (рівчачками).
Відстань між колонами називається інтерколумнієм.

## Архітектурне застосування

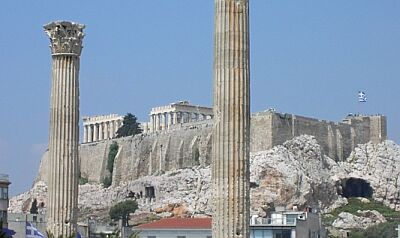
Колони Храму Зевса Олімпійського в Афінах

Уже в архітектурі Стародавнього Сходу та античності колони застосовувано в композиції як фасадів споруд, так і внутрішнього простору. Колони використовували й для архітектурної оздоби стін: колони надавали їм потрібного масштабу та ритмічної розчленованості.
Часто колони застосовуються в рядах, об'єднаних перекриттям, — колонадах. Залежно від способу розташування колон (колонад) розрізняють типи будов — перистиль, гіпостиль, моноптер, диптер, периптер, простиль, амфіпростиль тощо.
Колони часто використовували і як опори для арок та склепінь. У вигляді окремих архітектурних елементів спільно зі скульптурами колони споруджують як пам'ятники, наприклад, на Майдані Незалежності в Києві, або ж Олександрівська колона в Санкт-Петербургу.
У каркасних будівлях колони беруть на себе навантаження від елементів, що до них прикріплені або спираються — балки, ригелі, ферми тощо.